# Åke Vrethem

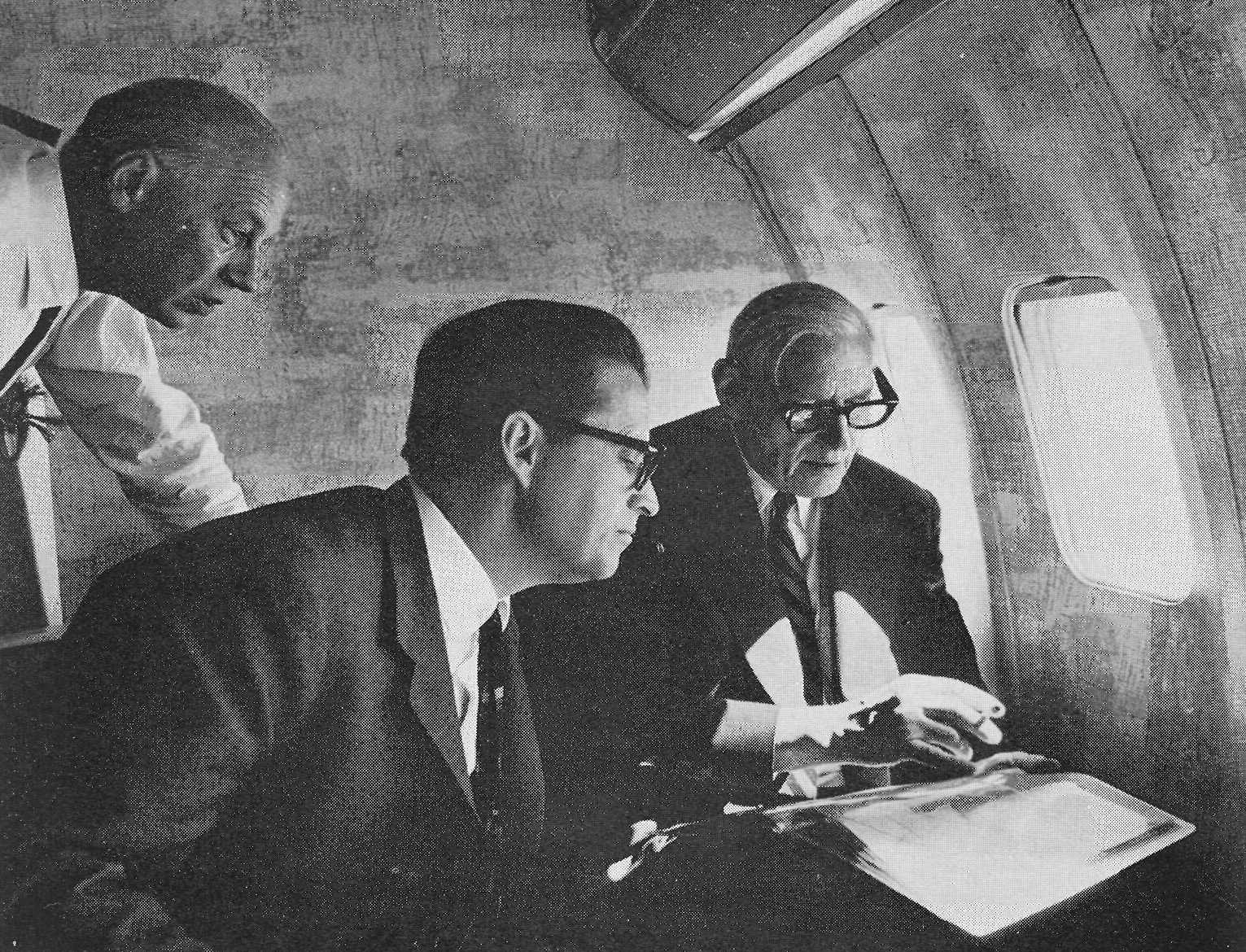
Åke Vrethem, Curt Nicolin och Marcus Wallenberg, 1967.

Åke Torulf Vrethem, född 25 mars 1912 i Vreta klosters landskommun, död 16 oktober 1984 i Djursholm, var en svensk ingenjör och företagsledare.

## Biografi
Vrethem tog examen från KTH 1934, blev ingenjör vid Vattenfallsstyrelsen 1934, överingenjör och chef vid elektrobyggnadsbyrån 1944–1948, direktörsassistent vid Asea 1948. Han var Aseas verkställande direktör 1949–1961, koncernchef och jourhavande styrelseledamot 1961–1975 och blev därefter vice styrelseordförande.
Vrethem blev ledamot av Ingenjörsvetenskapsakademien 1947 och promoverades till teknologie hedersdoktor vid Chalmers tekniska högskola 1960. Han var ledamot i Svenska teknologföreningen och under en period styrelseordförande i Sveriges elektroindustriförening. Åke Vrethem är begravd på Djursholms begravningsplats.